# Боно (Италия)
Бо̀но (на италиански и на сардински: Bono) е малко градче и община в Южна Италия, провинция Сасари, автономен регион и остров Сардиния. Разположено е на 540 m надморска височина. Населението на общината е 3679 души (към 2010 г.).